# Planetarian ～chiisana hoshi no yume～
Planetarian: chiisana hoshi no yume (planetarian ～ちいさなほしのゆめ～), littéralement Planetarian ~La rêverie de la petite planète~, est un visual novel post-apocalyptique japonais dont le protagoniste est un homme d'âge mûr qui, dans une ville morte, trouve un robot qui fonctionne mal. L'homme, appelé tout simplement « the junker », reste avec le robot pendant une période de temps et essaie de réparer le projecteur du planétarium où se déroule l'histoire.
Planetarian est d'abord diffusé sur internet en 2004 par Key, un studio japonais de logiciel dont les œuvres précédentes comprennent Kanon et Air. Planetarian n'a pas de contenu destiné aux adultes ; c'est la deuxième des œuvres de Key à ce faire, la première étant Clannad. Il est sorti en CD-ROM le 28 avril 2006. Une version à édition limitée a été envoyée lors des précommandes et les premières commandes dès sa mise en vente ; elle contenait un livre de 243 pages de nouvelles basées sur l'univers de fiction de Planetarian ainsi qu'un shitajiki en bonus. Furent produits un port de PlayStation 2, publié par Prototype et une version portable du jeu par NTT DoCoMo, tous les deux en 2006. La version pour téléphone portable est utilisée sur les téléphones FOMA. Un drama CD basé sur la nouvelle appelée « Snow Globe » est sortie fin 2006, et deux autres en juillet 2007. Un animé est en cours de diffusion en 2016.
Key définit Planetarian comme un « roman kinétique », puisqu'il ne permet pas de choix ou de fins alternatives. Le joueur avance dans l'histoire en lisant. Dans ce sens, Planetarian, au contraire des autres œuvres de Key, n'est pas un jeu. En plus, Planetarian est la seule production Key à ne pas avoir Itaru Hinoue comme artiste ; Eeji Komatsu le remplace. Les compositeurs préférés de Key, Shinji Orito et Magome Togoshi, travaillent sur la bande-son du jeu.

## Jeu
Au contraire des visual novels traditionnels, le joueur n'a pas de choix pour faire avancer l'histoire en directions alternatives, et il n'y a qu'une fin possible ; cela est appelé « roman kinétique » par Key. Le joueur peut choisir quand avancer à l'écran suivant ou mettre le tout en autoplay. Il ne joue pas le jeu comme un jeu vidéo mais comme un morceau de musique sur CD ou comme un film sur DVD. Pendant le jeu, il peut également reculer pour revoir une partie de l'histoire. Le joueur peut librement sauvegarder la progression de sa lecture (poser un "marque-page"). Planetarian est plus court que la plupart des visual novels et est le plus court des jeux de Key. Sans les génériques du début et de la fin, il y a seize chapitres ; la première moitié se déroule au planétarium et la seconde dans la ville autour. L'histoire dure quatre heures et quarante minutes en autoplay. Quand le jeu a été terminé au moins une fois, il apparaît deux nouvelles options sur la page principale ; la première permet au joueur de visionner des images et animations du jeu, et la seconde de rejouer huit des neuf chansons de la bande-son.

## Cadre

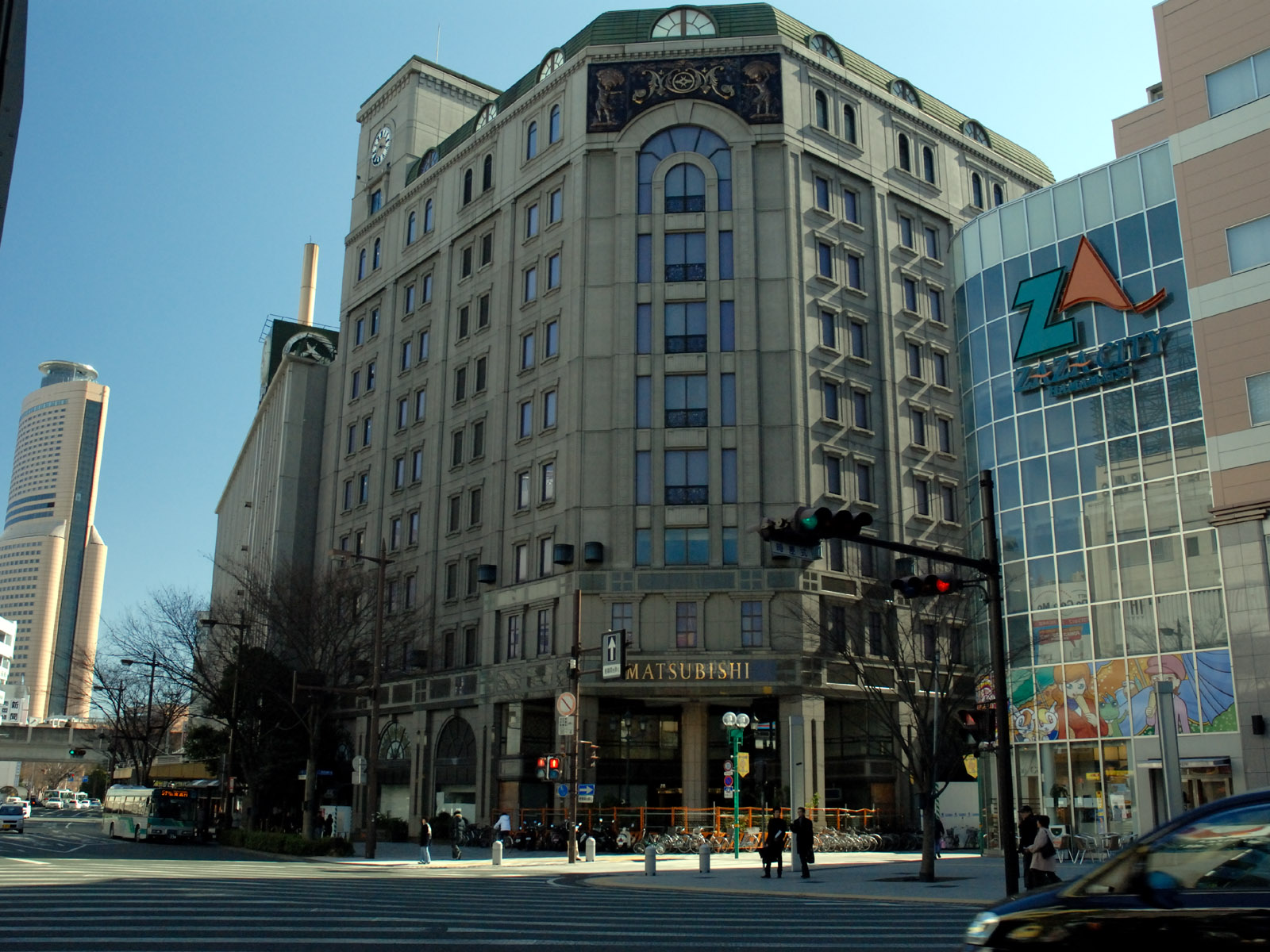
Matsubishi Department Store

Le jeu se déroule dans un monde post-apocalyptique. Alors que l'humanité était dans une situation déjà critique à la suite de l'épuisement des ressources naturelles, du surpeuplement et de l'échec du Space Exploration Project (projet d'exploration spatiale), une guerre biologique et nucléaire a été déclenchée, et ne s'est jamais arrêtée, même après la mort de la grande majorité des humains. Trente ans plus tard, la civilisation est complètement détruite, le ciel est couvert en permanence et la Terre est empoisonnée par une pluie continuelle et toxique. Les machines produites pendant la guerre continuent le conflit en tuant tout humain entrant dans leur territoire. Parmi les survivants humains, on trouve les junkers, qui récupèrent tout ce qu'ils peuvent trouver pour survivre. Le protagoniste est l'un des junkers.
Le lieu où se déroule la plus grande partie de l'histoire est un centre commercial de fiction appelé Flowercrest Department Store, dans une ville abandonnée. Il est basé sur le vrai Matsubishi Department Store de la ville de Hamamatsu, à Shizuoka (Japon), mais le planétarium sur le toit est entièrement fictif. C'est dans ce planétarium que le junker rencontre Yumemi, un robot chargé d'accueillir les clients, mais qui n'en a plus vu aucun depuis trente ans. Le projecteur est hors service. Le reste du centre commercial est abandonné et délabré ; la moisissure et les rats ont colonisé l'édifice.

## Personnages
Le junker (屑屋, Kuzuya)
seiyû : Daisuke Ono
Le junker est un militaire d'âge mûr anonyme récupérant ce qu'il peut des ruines de la civilisation pour survivre. Il arrive à une ville abandonnée pour continuer son travail de junker. Devant faire face aux machines de guerre mais aussi aux autres junkers, il explore les ruines et entre dans le planétarium (le prenant tout d'abord pour un bâtiment militaire). C'est là qu'il rencontre Yumemi.
Le junker a une personnalité dure formée dans sa lutte pour survivre dans ce monde dystopique. Il porte toujours un lance-grenades ainsi qu'un imperméable pour se protéger de la pluie toxique. Il possède un purificateur d'eau lui permettant de boire cette eau de pluie sans danger. Il est constamment à la recherche de boissons alcoolisées et cigarettes, qui se vendent très cher (mais qu'il consomme lui-même volontiers).
Yumemi Hoshino (ほしのゆめみ, Hoshino Yumemi)
seiyû : Keiko Suzuki
Yumemi (appelée « Reverie Planetarian » dans la traduction officieuse du japonais à l'anglais), est le robot du planetarium. Créée à la ressemblance d'une jeune femme humaine, elle est chargée d'accueillir les clients et d'animer des projections. Conformément à son rôle, elle est loquace, courtoise, et toujours serviable. Yumemi présente quelques dommages la rendant complètement ignorante des changements des trente dernières années, parce que les bases de données auxquelles elle avait accès n'existent plus. Elle traite donc le junker comme toute autre personne allant au planétarium, l'appelant monsieur le client (お客様, okyaku-sama) et parlant du monde tel qu'il était avant la guerre. Elle ne comprend pas ce que le junker lui dit sauf ce qui se rapporte à son travail au planétarium.
Yumemi aime les humains et est contente quand elle travaille avec eux. Quand elle ne peut pas les aider, elle s'inquiète et doit diriger l'humain vers quelqu'un qui peut l'aider. Sa priorité est de protéger les humains, même s'il lui faut pour cela ignorer les ordres qui lui ont été donnés.
Son nom, Hoshino Yumemi, est un jeu de mots en japonais, « hoshi » signifiant « étoile, planète », « no » la particule possessive, « yume » « rêve, rêverie », et « mi » « voir ».
Yumemi est le seul personnage apparaissant à l'écran.

## Production
Trois personnes s'occupèrent de la plupart du travail de Planetarium. La différence la plus notable entre Planetarian et les autres jeux de Key est le choix de directeur artistique ; il a été choisi Eeji Komatsu à la place d'Itaru Hinoue, qui prit ce rôle pour les trois jeux précédents. L'auteur et planificateur de projets Jun Maeda fut écarté au profit de Yūichi Suzumoto. La musique est composée par Magome Togoshi, sauf une chanson de Shinji Orito. Dans la version originale, le rôle de Yumemi n'est parlé qu'au début et à la fin de l'histoire, tandis que les autres personnages n'ont pas de voix du tout. Le rôle de Yumemi est entièrement parlé lors de la sortie en CD-ROM. La version PlayStation 2 a des rôles parlés pour tous les personnages. D'autres changements introduits dans le Planetarian PS2 incluent une version à haute résolution pour les synthèses d'image et une plus longue bande-son.

### Différentes versions
Planetarian est d'abord sorti sur internet le 24 novembre 2004, seulement pour les utilisateurs de Yahoo! Japan Broadband. Sa vente démarre une semaine plus tard, le 6 décembre. Il est encore disponible par téléchargement sur le site web pour 1 365 ¥ (soit $11, 10 en 2007), taxes incluses. Il est ensuite sorti en CD-ROM pour PC le 28 avril 2006 en éditions limitée et normale ; les deux se vendant à 2 800 ¥ (environ 23,98 $). Le 24 août 2006 Planetarian sort en version PlayStation 2, vendu à 2 940 ¥ (environ 25,18 $), taxes incluses. Une version pour téléphone portable FOMA est sortie le 28 novembre 2006 ; cette version a des seiyû pour tous les personnages.
Des traductions de fans apparaissent dans différentes langues. Deux versions du jeu sont sur Steam : une anglaise de Sekai Project et une autre multi-lingue (français compris) publiée par Key.
Le 31 janvier 2019, le jeu sort sur Switch, la version française y est disponible.

## Médias

### Nouvelles
Il existe une collection de quatre nouvelles illustrées, incluant un prologue et un épilogue et basée sur l'univers de fiction de Planetarian. Elle est écrite par Yūichi Suzumoto et illustrée par Eeji Komatsu. Le volume comprend 243 pages, et fut à l'origine vendu avec l'édition limitée du CD de Planetarian, et fut également inclus dans l'édition limitée du jeu PlayStation 2. Les deux premières nouvelles se déroulent avant les évènements du visual novel, et les deux autres après. Les titres sont Snow Globe (雪圏球, Sunô Gurôbu), Jerusalem (エルサレム, Erusaremu), Hoshi no Hito (星の人), litt. Homme des étoiles, et Tircis and Aminte (チルシスとアマント, Chirushisu to Amanto).

### Audio CD
Le visual novel a une chanson principale (du générique de fin), Song of Circling Stars (星めぐりの歌, Hoshi Meguri no Uta), chanté par Mell (en) de I've Sound. La bande originale de Planetarian est sortie le 11 juillet 2006, pendant Comiket 70, et ressortie le 28 décembre 2006. À part les chansons dans le jeu, comme Gentle Jena et World of Stars ~Opening~ (星の世界, Hoshi no Sekai ~Opening~), on trouve quelques autres chansons, comme une version avec chant de Song of Circling Stars. La plupart de la bande-son a été composée et arrangée par Magome Togoshi, qui travaille également dans d'autres jeux de Key. Les chansons jouées au début et à la fin du jeu (pistes un et huit, respectivement, dans la bande originale) sont des recompositions de l'hymne What a Friend We Have in Jesus de Charles Crozat Converse, et leurs titres reflètent cela : le titre Hoshi no Sekai ~Opening~ fait référence à la version japonaise d'un hymne appelé Hoshinoyo, et Itsukushimi Fukaki est le titre originel en japonais pour l'hymne.
Le premier drama CD est sorti le 29 décembre 2006 pendant Comiket 71, et est ressorti le 25 mai 2007. Il traite la nouvelle Snow globe. Le second drama CD couvre la seconde nouvelle, Jerusalem, et est sorti le 27 juillet 2007. Le troisième et dernier, appelé Hoshi no Hito, est sorti le même jour et couvre les nouvelles Hoshi no Hito et Tircis and Aminte.

### Anime
Une adaptation originale ONA en 5 épisodes de 18 minutes, produite par David Production et réalisée par Naokatsu Tsuda, est diffusée sur la plaeforme Niconico de 7 juillet 2016 à 4 août 2016.  Le scénario est écrit par Tsuda et Shogo Yasukawa. Hitomi Takechi s'occupe de la conception des personnages adaptée pour l'anime à partir des originales d'Eeji Komatsu. La musique de l'anime est composée par Magome Togoshi, Shinji Orito, Donmaru et Tomohiro Takeshita. Sayaka Sasaki interprète le générique de fin intitulé Twinkle Starlight qui est diffusé jusqu'à l'épisode 4. Le générique de fin de l'épisode 5 est interprété par Mell et est intitulé Hoshi Meguri no Uta. Un film de 1h57 issu de la même production intitullé Planetarian: Hoshi no Hito est diffusé en première dans les salles japonaises le 3 septembre 2016.
Visual Arts a lancé une campagne de financement participatif le 29 novembre 2019 pour produire un épisode OVA de 25 minutes adaptant l'un des quatre chapitres du light novel Planetarian ~Chiisana Hoshi no Yume~ est annoncé pour janvier 2021. L'épisode intitulé Planetarian: Snow Globe est animé par Okuruto Noboru et réalisé par Jin Tamamura. Yasukawa est de retour pour écrire le scénario, tout comme Takechi pour la conception des personnages.